# Питерсберг (Западная Виргиния)
Питерсберг (англ. Petersburg) — город на востоке штата Западная Виргиния, США. Административный центра округа Грант. Население по данным переписи 2010 года — 2467 человек.

## География
По данным Американского бюро переписи населения, общая площадь города составляет 4,20 км², в том числе 4,20 км² — суша и 0 км² — водные пространства.

## История
Петерсберг был основан около 1745 года. Инкорпорирован в 1910 году.

## Население
Согласно данным переписи населения 2010 года, в городе насчитывалось 2467 жителей. Плотность населения, таким образом, составляла 587 человека на км². Расовый состав населения города был таков: 94,3 % — белые; 2,0 % — афроамериканцы; 0,2 % — коренные американцы; 0,2 % — азиаты; 2,0 % — представители других рас и 1,3 % — представители двух и более рас. 3,4 % населения определяли своё происхождение как испанское (латиноамериканское).
Из 1113 домохозяйств на дату переписи 24,7 % имели детей; 38,6 % были женатыми парами. 38,5 % домашних хозяйств было образовано одинокими людьми, при этом в 19,7 % домохозяйств проживал одинокий человек старше 65 лет. Среднее количество людей в домашнем хозяйстве составляло 2,11; средний размер семьи — 2,77 человек.
Возрастной состав населения: 19,3 % — младше 18 лет; 8,0 % — от 18 до 24 лет; 20,5 % — от 25 до 44 лет; 27,0 % — от 45 до 64 лет и 25,4 % — 65 лет и старше. Средний возраст — 47,1 лет. 46,2 % населения — мужчины и 53,8 % — женщины.
Динамика численности населения города по годам:
| 1940 | 1950 | 1960 | 1970 | 1980 | 1990 | 2000 | 2010 |
| ---- | ---- | ---- | ---- | ---- | ---- | ---- | ---- |
| 1751 | 1898 | 2079 | 2177 | 2084 | 2360 | 2423 | 2467 |